# Serpents of the Light
Serpents of the Light è il quarto album in studio della band death metal statunitense Deicide.

## Tracce
1. Serpents of the Light – 3:03
2. Bastard of Christ – 2:48
3. Blame It on God – 2:45
4. This is Hell We're In – 2:51
5. I Am No One – 3:38
6. Slave to the Cross – 3:15
7. Creatures of Habit – 3:07
8. Believe the Lie – 2:50
9. The Truth Above – 2:45
10. Father Baker's – 3:36

## Formazione
- Glen Benton - voce, basso
- Brian Hoffman - chitarra
- Eric Hoffman - chitarra
- Steve Asheim - batteria